# Технічна естетика
Техні́чна есте́тика — наукова дисципліна, яка вивчає закономірності формування та розвитку гармонійного середовища (предметного), предметних умов діяльності людини у всіх сферах життя. Виникла та розвинулася на стику таких наук, як: соціології, соціальної психології, фізіології людини, ергономіки, економіки, технології виробництва тощо.
Розв'язує такі завдання:
- розробка принципів організації та формоутворення оптимального і гармонійного предметного середовища у відповідності з вимогами та потребами всіх людей і з врахуванням вимог ергономіки й технології виробництва;
- створення методики художнього конструювання виробів та їх комплексів, які відповідають усім вимогам технічної естетики, — соціальній корисливості, функціонального та ергономічного вдосконалення.